# 白辛树
白辛树（学名：Pterostyrax psilophyllus）为安息香科白辛树属下的一个种。

## 延伸阅读
[在维基数据编辑]
 《植物名實圖考·白辛樹》，出自吳其濬《植物名實圖考》